# Shuji Tsurumi
Shuji Tsurumi (Tokio, Japón, 29 de enero de 1938) fue un gimnasta artístico japonés campeón olímpico en 1968 en el concurso por equipos.

## Carrera deportiva
En los JJ. OO. de Roma 1960 ganó dos medallas: oro en el concurso por equipo, y bronce en caballo con arcos, tras el finlandés Eugen Ekman y el soviético Boris Shakhlin.
Las Olimpiadas celebradas en Tokio en 1964 fue su gran momento deportivo ya que consiguió el oro en equipo, plata en la general individual —tras su compatriota Yukio Endo y empatado con dos soviéticos—, otra plata en caballo con arcos —tras el yugoslavo Miroslav Cerar— y una plata más en paralelas, de nuevo tras su compatriota Yukio Endo.